# Aspidopterys glabriuscula
Aspidopterys glabriuscula är en tvåhjärtbladig växtart som först beskrevs av Nathaniel Wallich, och fick sitt nu gällande namn av Adrien Henri Laurent de Jussieu. Aspidopterys glabriuscula ingår i släktet Aspidopterys och familjen Malpighiaceae. Utöver nominatformen finns också underarten A. g. lohitensis.